# Sauvagesia lagevianae
Sauvagesia lagevianae är en tvåhjärtbladig växtart som beskrevs av D.B.O.S.Cardoso. Sauvagesia lagevianae ingår i släktet Sauvagesia och familjen Ochnaceae. Inga underarter finns listade i Catalogue of Life.